# Şaziye İvegin
Şaziye İvegin (ur. 8 lutego 1982 roku w Niksar) – turecka koszykarka, zawodniczka klubu Galatasaray.

## Kariera

### Początki
Córka byłego koszykarza, koszykówkę zaczęła trenować wraz z dwiema siostrami.

### Kariera klubowa
W swojej karierze reprezentowała 10 klubów, z czego najwięcej czasu spędziła w BOTAS.

### Kariera reprezentacyjna
Z Reprezentacją Turcji brała udział w turnieju kobiet w koszykówce na Letnich Igrzyskach Olimpijskich w Londynie w 2012 roku, gdzie w ćwierćfinale odpadła w meczu z Rosjankami.

### Eurobasket
Zdobywczyni srebrnego medalu z Mistrzostw Europy w 2011 (które odbywały się w Polsce) i brązowego z 2013 roku (odbywających się we Francji).

## Źródła
- http://www.tbf.org.tr/diger/sicil-lisans/basketbolun-temel-unsurlari/iller/kategori/kisidetay?il=sakarya&kisiId=521094&takimId=31389&sezon=4
- https://web.archive.org/web/20170111140944/http://www.basketball.com.tr/turkiye/kadinlar/kadinlar-basketbol-super-ligi/abdullah-gul-universitesi/saziye-ivegin-uner-agude
- http://www.milliyet.com.tr/saziye-ivegin-bellona-agu-de---2376166-skorerhaber/